# Eatonina
Eatonina là một chi ốc biển nhỏ, là động vật thân mềm chân bụng sống ở biển trong họ Cingulopsidae.

## Các loài
Các loài trong chi Eatonina gồm có:
- Eatonina cossurae (Calcara, 1841)[2]
- Eatonina fulgida (Adams J., 1797)[3]
- Eatonina fuscoelongata Rolán & Hernández, 2006[4]
- Eatonina kitanagato Fukuda, Nakamura & Yamashita, 1998[5]
- Eatonina laurensi Moolenbeek & Faber, 1991[6]
- Eatonina martae Rolán & Templado, 1993[7]
- Eatonina matildae Rubio & Rodriguez Babio, 1996[8]
- Eatonina ochroleuca (Brusina, 1869)[9]
- Eatonina ordofasciarum Rolán & Hernández, 2006[10]
- Eatonina pumila (Monterosato, 1884)[11]
- Eatonina vermeuleni Moolenbeek, 1986[12]